# Шерки, Ури
У́ри Амо́с Ше́рки (ивр. אורי עמוס שרקי‎; род. 14 сентября 1959, Алжир, Алжир) — один из выдающихся современных раввинов Израиля. Возглавляет ивритское отделение института «Махон Меир» и Центр преподавания иудаизма на французском языке при Махон Меир (CMEJ). Является раввином синагоги Бейт-Йеуда района Кирьят-Моше в Иерусалиме. Преподает также иудаизм для широкой публики в центре Рош Йехуди, в Маханаим и других местах.
Являлся также одним из лидеров религиозно-сионистской фракции Ликуда «Еврейское руководство» (Манхигут йегудит). 
В феврале 2015 года оставил Ликуд и перешёл в партию «Еврейский Дом». В июле 2019 года он был назначен раввином молодёжного движения «Эзра».
Считает что иудаизм нельзя считать «только лишь религией» (в западном смысле слова, как узкая специальная часть жизни), это скорее «еврейская цивилизация и национальная идея».

## Биография
Рав Ури Шерки родился в Алжире в 1959 году. Вскоре после этого его семья переехала во Францию, откуда в 1970 году он репатриировался в Израиль. Учился в иешиве Натив Меир, затем у рава Цви-Иехуды ха-Коэна Кука в иешиве Мерказ ха-Рав, а также у рава Иехуды-Леона Ашкенази (Маниту), рава Меира Иехуды Геца (раввина Стены плача) и каббалиста рава Шломо-Биньямина Ашлага.

## Опубликованные работы
- 1995 — перевод книги «שיבת ציון-נס לעמים» рава д-р Авраама Ливни
- 1998 — «חירות ואור» («Свобода и свет») посвящённая Хануке
- 1998 — «טוב הארץ» («Земля добрая»), посвящённая Ту би-Швату
- 1998 — «שירת האידיאות», посвящённая Песни Песней
- 1999 — молитвенник «בית מלוכה» для Дня независимости Израиля и Дня Иерусалима
- 1999 — «שואה ושאלה», посвящённая посту Десятого тевета
- 2002 — «ואמונתך בלילות», о произнесении молитвы Галель в День независимости Израиля
- 2006 — «גאל ישראל», об Избавлении (посвящено памяти рабби Иехуды-Леона Ашкенази (Маниту))
- 2006 — «עיון תפילה», посвящённая благословениям Шма и Амида)

ון תפילה — על ברכות ק"ש ותפילת עמידה 2006
- 2007 — «בהמצאו», о раскаянии
- 2008 — сборник статей «זית רענן»
- 2008 — о трактате «Шмона праким» («Восемь глав») Рамбама